# Машинска школа „Панчево”
Машинска школа „Панчево” је средња школа у Панчеву, укључена у процес реформе који подразумева дуално образовање. Налази се у улици Браће Јовановића 103а. Део је пројекта Виртуална мобилност у систему стручног образовања — VIMOinVET. Почетком 2021. године започели су сарадњу са средњим стручним школама из Италије и Француске у оквиру пројекта „Virtual Mobility — Intercultural Exchang”.
Професори и ученици су 2014. године направили Ветрогенератор за производњу електричне енергије, 2017. парк примењених знања и вештина „Спартакус”, експонат Светлосне инсталације и „Бициклофон”.

## Смерови
Тренутно поседује следеће образовне профиле:
- Област рада машинство и обрада метала:
  - Техничар за компјутерско управљање CNC машина — четворогодишње образовање
  - Машински техничар за компјутерско конструисање — четворогодишње образовање
  - Машински техничар моторних возила — четворогодишње образовање
  - Механичар моторних возила — трогодишње образовање
  - Оператер машинске обраде — трогодишње образовање
  - Бравар – заваривач — трогодишње образовање

- Област рада саобраћај:
  - Техничар друмског саобраћаја — четворогодишње образовање
  - Возач моторних возила — трогодишње образовање

- Област рада електротехника:
  - Техничар мехатронике — четворогодишње образовање

## Галерија
- Табла са натписом.
- Двориште школе.
- Машинска школа „Панчево”.
- Справе за вежбање у дворишту школе.
- Двориште школе.
- Машинска школа „Панчево”.
- Улаз школе.
- Улаз школе.